# Андре Казнев
Андре Казенев (10 грудня 1817 — 20 серпня 1874) — французький солдат, тренер коней у Гвардії імператора Наполеона III у званні капрала. Він був членом першої французької військової місії в Японії у 1867. Казенев працював інструктором кавалерії в армії сьоґуна та запровадив арабських коней у Японії.
У 1868 році почалася Війна Босін між сьоґунатом і силами, які підтримували відновлення влади імператора Мейдзі. Іноземні держави в Японії, включаючи Францію, оголосили нейтралітет у конфлікті. У зв'язку з цим Казенев звільнився з французької армії та вступив на службу до сьоґуна разом із Жюлем Брюне. Він отримав звання капітана.

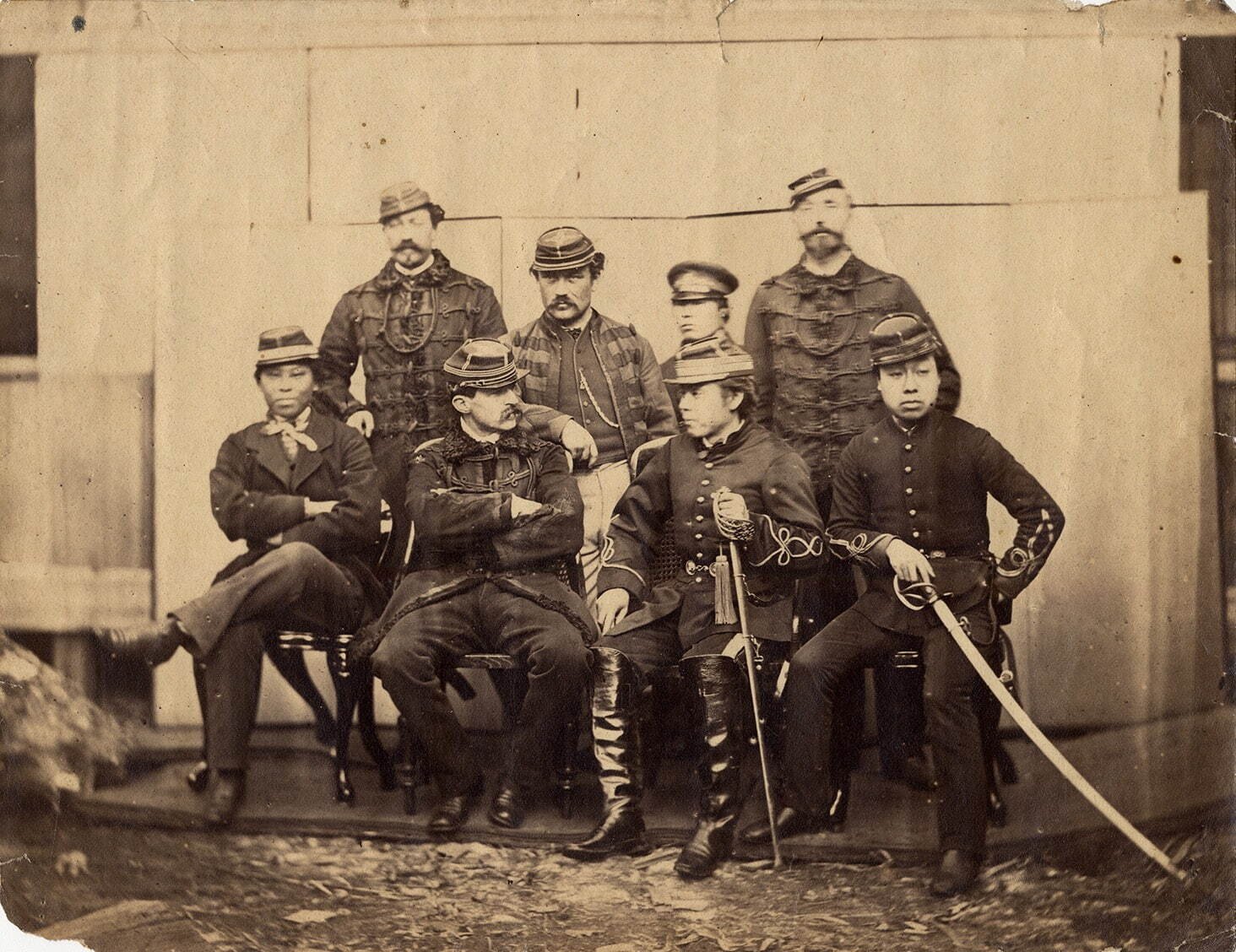
Казньов (задній ряд, крайній зліва) під час війни Хакодате (1869).

Казенев брав участь у битві при Хакодате, командуючи одним із чотирьох сьоґунських полків. Він отримав важке поранення в бою, але після завершення конфлікту був перевезений до Йокогами, а звідти — до Франції.
У 1871 році він повернувся до Японії, де новий уряд реставрації Мейдзі доручив йому нагляд за військовим конярством. Казенев помер у 1874 році в Японії.